# Limnophila antennella
Limnophila antennella là một loài ruồi trong họ Limoniidae. Chúng phân bố ở miền Australasia.